# Crypturellus cinnamomeus

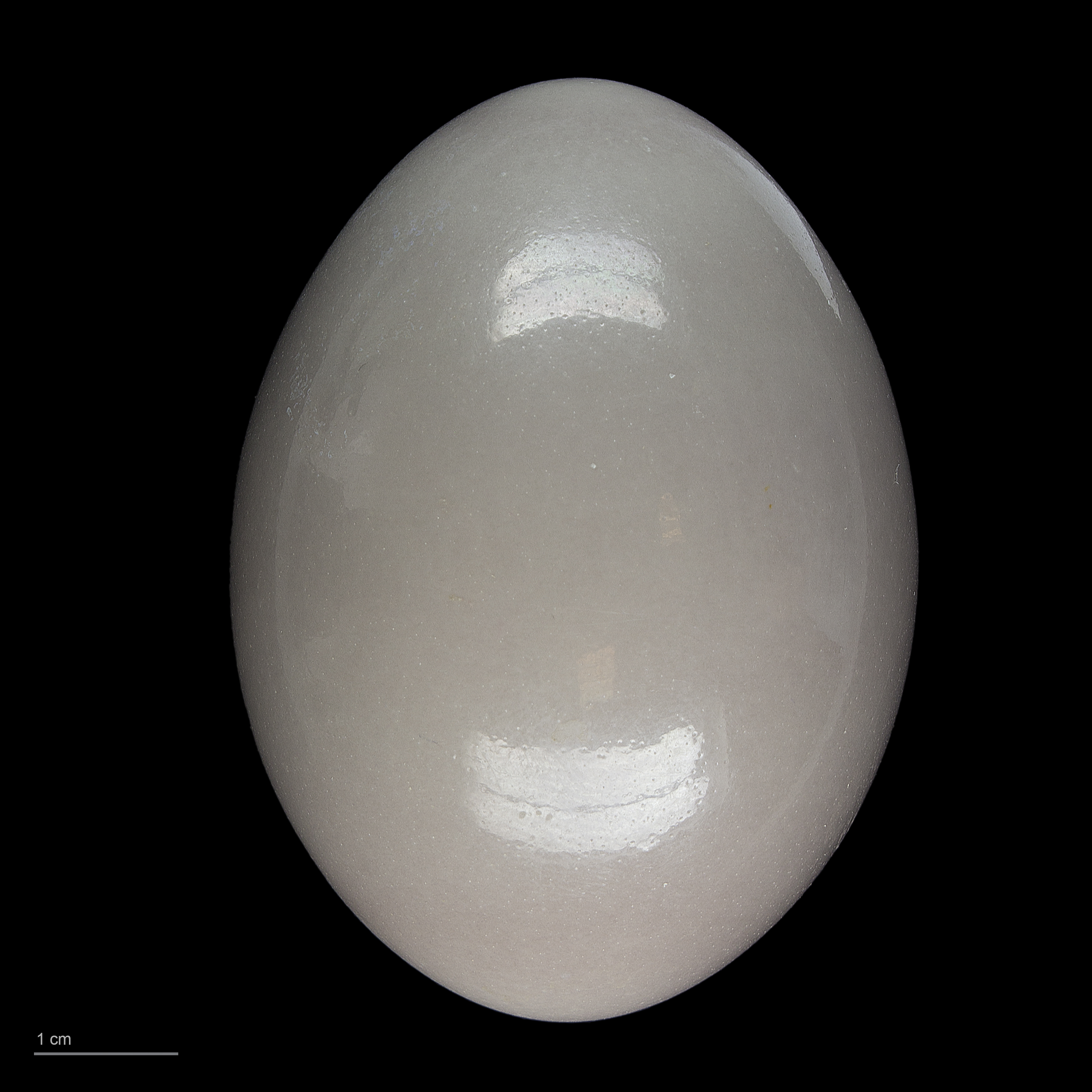
ovo di Crypturellus cinnamomeus - MHNT

O inhambu-do-bosque ou inambu-do-bosque (Crypturellus cinnamomeus) é uma espécie de ave pertencente à família Tinamidae, que habita o México e alguns países da América Central.